# Выборы губернатора Воронежской области (2014)
Выборы губернатора Воронежской области 2014 года состоялись в единый день голосования 14 сентября.

## Предшествующие события
7 марта 2014 года губернатор Воронежской области Алексей Гордеев, находившийся на этом посту с 2009 года, в связи с истечением срока своих полномочий был назначен президентом России Владимиром Путиным врио главы региона.

## Ход выборов
24 июля 2014 года Алексей Гордеев, до этого победивший на праймериз «Единой России», был первым, кого местный облизбирком зарегистрировал в качестве кандидата на пост губернатора Воронежской области. Позже были зарегистрированы ещё четыре кандидата: Константин Ашифин, выдвинутый КПРФ; главный санитарный врач области Михаил Чубирко от Казачьей партии Российской Федерации; Сергей Гончаров, представлявший партию «Патриоты России» и Игорь Филатов от ЛДПР. По данным облизбиркома трое выдвиженцев не предоставили подписные листы и следовательно не были зарегистрирована: Виктор Дедов от Партии ветеранов России, Александр Копытов — Партия пенсионеров России, Николай Куралесин — Российская партия пенсионеров за справедливость.

## Результаты выборов
На выборах губернатора Воронежской области 2014 года проголосовало 56,21 % избирателей. Победу одержал врио главы региона Алексеев Гордеев. Он набрал 88,75 % голосов. Второе место завоевал Константин Ашифин с результатом 7,69 %. Третье место досталось Игорю Филатову, набравший 1,13 % избирателей. Четвертое — Сергею Гончарову с результатом 0,92 %. Пятое — Михаил Чубирко, за которого отдали свой голоса 0,72 %.
| Место | Место | Кандидат          | Голосов | %     |
| ----- | ----- | ----------------- | ------- | ----- |
|       | 1.    | Алексеев Гордеев  | 941 641 | 88,75 |
|       | 2.    | Константин Ашифин | 81 500  | 7,69  |
|       | 3.    | Игорь Филатов     | 12 030  | 1,13  |
|       | 4.    | Сергей Гончаров   | 9811    | 0,92  |
|       | 5.    | Михаил Чубирко    | 7615    | 0,72  |